# 미라시에라역
미라시에라역(스페인어: Mirasierra)은 마드리드 지하철 9호선의 역이다. 마드리드 푸엥카랄엘파르도 구 오모니오 지역의 프라데라 데 나발루라케 거리에 위치해 있다. 요금구역 상으로는 A구역에 속한다.

## 역사
2011년 3월 28일 9호선이 이곳까지 한차례 연장되면서 문을 열었다. 약 4년간 시종착역 역할을 하다가 2015년 3월 25일 9호선이 파코 데 루시아 역까지 다시 연장되면서 일반역이 되었다. 승강장 내부는 노란색 자재로 마감되어 있다.

## 환승 정보
역 주변에 버스 정류장이 두 곳 있다.
버스
- 시내버스
  - 49번 노선 (주간)

지하철
| 마드리드 지하철 | 마드리드 지하철       | 마드리드 지하철                |
| --------------- | --------------------- | ------------------------------ |
| 파코 데 루시아  | 마드리드 지하철 9호선 | 에레라 오리아 아르간다 델 레이 |